# Exochus cephalotes
Exochus cephalotes är en stekelart som beskrevs av Valentina I. Tolkanitz 2007. Exochus cephalotes ingår i släktet Exochus och familjen brokparasitsteklar. Inga underarter finns listade i Catalogue of Life.